# Skanseparken (Aarhus)
 For alternative betydninger, se Skanseparken. (Se også artikler, som begynder med Skanseparken)
Skanseparken er en offentlig park på Frederiksbjerg i Aarhus. Den er blandt de ældste parker i byen. Skanseparken blev opført fra 1901 til 1902 mellem gaderne Strandvejen, Marselisborg Allé og Heibergsgade. Parken er en typisk bypark med store åbne område omgivet af bøgetræer, blomsterbede og legepladser. Det er et populært sted for festivaler, koncerter og andre kulturarrangementer.
Navnet referer til den skanse, der blev opført her af Albrecht von Wallenstein, da han besatte byen og brugte den som base for sine plyndringstogter i Jylland i 1627 under trediveårskrigen. I 1898 blev området købt af af en privatperson og det blev efterfølgende annekteret af byen. De to store boligblokke Skansen og Skansepalæet ligger ud til den lille park mod nord, og begge referer ligeledes til skansen.
Skanseparken indeholder en buste af Hendrik Pontoppidan, der er udført af Vilhelm Bissen og Rasmus Andersen.

## Galleri
- Skansepalæet set fra parken.
- Sti i parken.
- Skanseparken.
- Hendrik Pontoppidans buste.